# Trentepohlia abronia
Trentepohlia abronia là một loài ruồi trong họ Limoniidae. Chúng phân bố ở miền Australasia.